# Dolna Banja
Dolna banja (búlgaro: Долна баня) é uma cidade da Bulgária, localizada no distrito de Sófia. A sua população era de 4,652 habitantes segundo o censo de 2010.

## População
| Dolna banja | Dolna banja | Dolna banja | Dolna banja | Dolna banja | Dolna banja | Dolna banja | Dolna banja | Dolna banja | Dolna banja | Dolna banja | Dolna banja | Dolna banja | Dolna banja | Dolna banja | Dolna banja | Dolna banja | Dolna banja | Dolna banja | Dolna banja |
| --- | ----------- | ----------- | ----------- | ----------- | ----------- | ----------- | ----------- | ----------- | ----------- | ----------- | ----------- | ----------- | ----------- | ----------- | ----------- | ----------- | ----------- | ----------- | ----------- |
| Ano | 1887        | 1910        | 1934        | 1946        | 1956        | 1965        | 1975        | 1985        | 1992        | 2001        | 2002        | 2003        | 2004        | 2005        | 2006        | 2007        | 2008        | 2009        | 2010        |
| População |             |             |             | …           | …           | …           | 4,891       | 5,048       | 5,158       | 4,787       | 4,746       | 4,779       | 4,736       | 4,681       | 4,658       | 4,699       | 4,697       | 4,668       | 4,652       |
| Fontes: Instituto Nacional de Estatísticas, „citypopulation.de“, „pop-stat.mashke.org“, Bulgarian Academy of Sciences |             |             |             |             |             |             |             |             |             |             |             |             |             |             |             |             |             |             |             |